# Playa Blanca (Marruecos)
La Playa Blanca  (en francés: Plage Blanche) es el nombre dado por los navegantes españoles a una larga playa de cerca de 40 km en el sur del país africano de Marruecos en aguas del Océano Atlántico. Playa Blanca se encuentra a 40 km de Guelmim.
En el marco del Plan Azur, un resort y balneario sería construido por el grupo egipcio Pickalbatros. Los primeros trabajos están previstos para el período 2010-2011, con la construcción de dos hoteles de 1.200 habitaciones y un centro de ocio.